# Sarah Mahfoud
Sarah Mahfoud est une boxeuse danoise née le 29 septembre 1989 à Tórshavn dans les Îles Féroé.

## Biographie
En février 2020, Sarah Mahfoud domine Karen Carabajal pour devenir championne du monde IBF des poids plumes. Deux ans plus tard, en avril 2022, elle conserve sa ceinture en dominant à la décision unanime des juges l'Allemande Nina Meinke (en). Invaincue après onze combats professionnels, la boxeuse danoise se voit proposer l'opportunité d'affronter Amanda Serrano à Manchester en septembre 2022, son premier combat hors du Danemark,. Après dix rounds, Mahfoud est déclarée perdante par les trois arbitres-juges (99-92, 97-93 et 97-93).